# Czaple (powiat świecki)
Czaple – wieś w Polsce położona w województwie kujawsko-pomorskim, w powiecie świeckim, w gminie Świecie.
W latach 1975–1998 miejscowość należała administracyjnie do województwa bydgoskiego. Według Narodowego Spisu Powszechnego (III 2011 r.) liczyła 281 mieszkańców. Jest dziewiąta co do wielkości miejscowością gminy Świecie.
Prawdopodobnie jeszcze w XVII wieku przejściowo lub na dłużej w miejscowości osiedlili się mennonici. Mieli oni za zadanie zagospodarować obszary w dolinie Wisły, która dotąd często była zalewana przez rzekę. Osiedlali się oni na tych ziemiach na prawie holenderskim. Oznacza to, że mogli oni czerpać zyski z tytułu dzierżawy, ale bez prawa do własności ziemi i bez możliwości nabycia jej przez zasiedzenie.